# Blue Jacket (veleiro)
O Blue Jacket foi um veleiro construido em 1854, que navegou na rota entre o porto de Liverpool e a Austrália. Recebeu este nome por causa dos blue jackets, um nome tradicional utilizado para identificar marinheiros norte americanos e britânicos.

## Identificação
O navio carregava uma placa de madeira como símbolo da embarcação.
"A figura era de um homem da cintura para cima, no traje de velho marinheiro, um casaco azul com botões amarelos, o casaco aberto na frente, sem colete, camisa solta, e um grande lenço atado ao pescoço.'"

## Construção
Blue Jacket tinha um forte arco, e uma completa seção a meia nau projetada para guardar grande carregamentos. Lubbock descreveu este estilo do casco, que criava uma aparência de "força e poder" ao invés de "graça e beleza", como sendo a característica de navios desenhado por Donald McKay.
O casco do Blue Jacket era da cor branca de carvalho, com forro e o teto de pinheiro. Estava na diagonal amarrado com o ferro, e presa por quadrados.
O acabamento do interior era muito elegante, de acordo com uma descrição contemporânea na Revista Náutica dos EUA:

Suas cabines, da qual ela tem dois, estão sob a popa. O salão é de 40 pés de comprimento por 14 de largura, pintada de branco, e ornamentada com papier machê de talha dourada; no centro de cada painel tem uma representação de flores, frutos e caça. Este salão contém 20 salas de aparato, ventiladas e com acabamento superior; os móveis, tapetes e cortinas em cada, sendo diferente. Cada quarto tem uma janela quadrada no lado, e luzes de deck em cima. O after, ou a cabine das mulheres, é de 30 pés de comprimento por 13 de largura, e contém oito salas-de-banho e um banheiro. Esta cabine é uma miniatura de um palácio. É revestido nos lambris com o mogno, as entablaturas são de pau-rosa, e os pilares de madeira cetim. Os painéis são ornamentados com flores, rodeado por uma talha dourada trabalhada.

## Viagens
O Blue Jacket foi fretado pela White Star Line em 1854.
- Boston para Liverpool
  - 12 dias, 10 horas, Capitão Eldridge, 1854
- Liverpool para Melbourne
  - 68/69 dias, Capitão Underwood, 1855
- Madras para Londres
  - 92 dias, 1855
- Lyttelton, NZ para Londres
  - 63 dias, Capitão James Branco, 1863
- San Francisco a Honolulu
  - 14 dias, Capitão Dillingham, 1865-1866, para levar uma carga de óleo de baleia para New Bedford [4]

## Perda do navio
Blue Jacket deixou Lyttleton, Nova Zelândia, com uma carga normal que incluía linho. Em 5 de Março de 1869, fora das Ilhas Malvinas, o linho pegou fogo. Quatro dias depois, em 9 de Março, o navio foi abandonado. No dia 16 de Março, o barca alemã Pyrmont de Bremen resgatou a tripulação. Havia nove sobreviventes, que conseguiram guardar 15.000 libras esterlinas de ouro do navio.

## Recuperação de sua figura
Após a perda do navio, "a figura do Blue Jacket foi encontrada jogada na costa da Ilha Rottnest, fora de Fremantle, na Austrália Ocidental".
A figura foi achada em terra de 21 meses mais tarde, cerca de 6,000 milhas (9,656 km) do local onde o Blue Jacket foi queimado  – 53°S 60°W. A média de velocidade de deriva para a figura de proa foi calculado 6½ milhas por dia.